# Rachel McFarlane
Rachel McFarlane (* 1971 in Manchester) ist eine britische Popsängerin.

## Biografie
McFarlane interessierte schon früh für Musik und sang bereits mit zwölf Jahren Gospel. In den 1990er Jahren lieh sie ihre Stimme verschiedenen Dance-Projekten, war z. B. 1994–95 Leadsängerin auf allen Hits von Loveland, sang 1994 Turn Up the Power für N-Trance, 1995 und 1998 Champagne Supernova und Ain’t It a Shame für Urban Cookie Collective, 1997 Lift Me Up für Gems for Jem und 2009 Don’t Stop Me Now für Side-Effect. Den größten kommerziellen Erfolg hatte McFarlane, als sie 2004 den Gesang der LMC-Tracks Take Me to the Clouds Above und You Get What You Give übernahm. Im August 1998 gelang ihr mit der Solosingle Lover der Einstieg in die britischen Charts.

## Diskografie

### Album
- 1995: The Wonder of Love (Loveland feat. Rachel McFarlane)

### Singles
| Jahr | Titel                                    | Höchstplatzierung, Gesamtwochen, AuszeichnungChartplatzierungen (Jahr, Titel, Platzierungen, Wochen, Auszeichnungen, Anmerkungen) | Höchstplatzierung, Gesamtwochen, AuszeichnungChartplatzierungen (Jahr, Titel, Platzierungen, Wochen, Auszeichnungen, Anmerkungen) | Höchstplatzierung, Gesamtwochen, AuszeichnungChartplatzierungen (Jahr, Titel, Platzierungen, Wochen, Auszeichnungen, Anmerkungen) | Höchstplatzierung, Gesamtwochen, AuszeichnungChartplatzierungen (Jahr, Titel, Platzierungen, Wochen, Auszeichnungen, Anmerkungen) | Anmerkungen                                       |
| Jahr | Titel                                    | DE | AT | CH | UK | Anmerkungen                                       |
| ---- | ---------------------------------------- | --- | --- | --- | --- | ------------------------------------------------- |
| 1994 | Let the Music (Lift You Up)              | — | — | — | UK16 (4 Wo.)UK | Loveland feat. Rachel McFarlane vs. Darlene Lewis |
| 1994 | Turn Up the Power                        | — | — | — | UK23 (3 Wo.)UK | mit N-Trance                                      |
| 1994 | (Keep On) Shining / Hope (Never Give Up) | — | — | — | UK37 (2 Wo.)UK | Loveland feat. Rachel McFarlane                   |
| 1995 | I Need Somebody                          | — | — | — | UK21 (5 Wo.)UK | Loveland feat. Rachel McFarlane                   |
| 1995 | Don’t Make Me Wait                       | — | — | — | UK22 (3 Wo.)UK | Loveland feat. Rachel McFarlane                   |
| 1995 | The Wonder of Love                       | — | — | — | UK53 (2 Wo.)UK | Loveland feat. Rachel McFarlane                   |
| 1998 | Lover                                    | — | — | — | UK36 (4 Wo.)UK |                                                   |
| 2004 | Take Me to the Clouds Above              | DE22 (10 Wo.)DE | AT8 (14 Wo.)AT | CH41 (10 Wo.)CH | UK1 Silber · (15 Wo.)UK | LMC vs. U2 feat. Rachel McFarlane                 |
| 2006 | You Get What You Give                    | — | — | — | UK30 (3 Wo.)UK | LMC feat. Rachel McFarlane                        |

Weitere Singles
- 1994: Let the Music (Lift You Up) (Loveland feat. Rachel McFarlane)
- 1996: Champagne Supernova (mit Urban Cookie Collective)
- 1997: Ain’t It a Shame (mit Urban Cookie Collective)
- 1997: Lift Me Up (mit Gems for Jem)
- 2009: Don’t Stop Me Now (mit Side-Effect)